# Корабостроителен факултет (ТУ, Варна)
Корабостроителният факултет е основно звено на Техническия университет във Варна.
Техническата насоченост на факултета е единствена в България. Той е сред първите структури в състава на ВМЕИ, Варна.

## История
Корабостроителният факултет е създаден през 1962 г. Наследява традициите в областта на корабостроенето и морското инженерство от Техническия факултет на Държавния университет, Варна. От 1963 до 1968 година, съществува катедра „Корабостроене“,с ръководител – инж. Лазар Иванов Коларов. Обособяването му като самостоятелен факултет става през 1974 г. Създават се катедри по корабостроене, механизация на кораби и инсталации. През 2005 г. се въвежда обучение и на английски език поради нарастващия интерес от страна на чуждестранни кандидат-студенти в областта на корабостроенето и корабните механизми. Занятията на факултета се провеждат в сградата с Ректората на Университета и в учебно-производствената база.

## Декани на факултета
- доц. д-р инж. Б. Желев
- проф. д.т.н. инж. Замфир Александров (1974 – 1979)
- доц. д-р инж. Стоян Стоянов (1979 – 1985)
- ст.н.с. инж. Петър Богранов (1985 – 1986)
- доц. д-р инж. Любен Иванов (1986 – 1991)
- проф. д.т.н. инж. Петър Колев (1991 – 1999)
- доц. д-р инж. Иван Иванов (1999 – 2007)
- доц. д-р инж. Никола Петров (2007 – 2011)
- доц. д-р инж. Пламен Дичев (2011)

## Структура

### Катедра „Корабостроене“
Катедрата е сред основополагащите катедри в института. Този профил е основен още в структурата на Техническия факултет към Държавния университет. През 1974 г. катедрата става самостоятелна към Корабостроителния факултет.

#### Ръководители на катедрата
- проф. Aлексей Васильев (1968 – 1970)
- доц. Любен Иваном (1970 – 1978)
- доц. Замфир Александров (1978 – 1979)
- доц. Господин Стоилов (1979 – 1984)
- проф. Петър Колев (1990 – 1991)
- доц. Николай Трънулов (1991 – 1994)
- доц. Никола Петров (1994 – 1995)
- доц. Иван Иванов (1995 – 1999)
- доц. Петър Колев (1999 – 2003)
- доц. Харалан Хараланов (2004 – 2015)

### Катедра „Корабни машини и механизми“
Катедрата е създадена през 1965 година като катедра Топлотехника. Състав на катедрата през учебната (1965 – 1966 г. : доц. Б. Желев, доц. М. Опрев, ас. М. Господинова, ас. Р. Йосифов, ас. Ст. Каменова, ас. Ив. Дановски, преп. М. Хаджийски, ас. В. Сотирова, преп. Р. Боева, хон. доц. Хр. Христов За 55 години са се дипломирали 1692 инженери. За полагане на основите на катедрата, са съдействали преподавателите от ВВМУ:проф. дтн. инж. Емил Станчев, доц. инж. Атанас Вълчев, ст. преп. инж. Христо Христов, ст. преп. инж. Владислав Бошнаков, ст. преп. инж. Неделчо Великов и от чуждестранни ВУЗ-ове:проф. дтн. инж. Курзон – ЛКИ, СССР, проф. дтн. инж. Маслов – ЛКИ, СССР, проф. дтн. инж. Ж. Добрев – Ун. Росток, ГДР, проф. дтн. инж. Зидшлаг – Ун. Росток, ГДР, доц. Тодорцев – ОИМФ, СССР. Проф. Курзон Григориевич поставя основите на дипломното проектиране в специалност КММ. През 1973 г. катедра Топлотехника се преименува в катедра Корабни енергетични машини и механизми (КЕММ), а през 1990 г – в катедра Корабни машини и механизми (КММ).

#### Ръководители на катедрата
- доц. Борис Желев
- проф. Румен Йосифов
- доц. Христо Драганчев
- доц. Емил Славчев
- доц. Николай Лазаровски
- доц. Ирина Костова
- доц. д-р инж. Христо Пировски

### Катедра „Топлотехника“
Катедра Топлотехника е създадена през 1998. Обучението се провежда в области свързани с топлотехниката и механика на флуидите.

### Катедра „Техническа механика“
Катедрата е създадена през 1962 година. Първите хонорувани преподаватели в катедрата са проф. Иван Кисьов (ВМЕИ – София) и от проф. Марко Тодоров (ВИМЕСС – Русе). През десетилетията катедрата дава знания в областите на техническата механика. Тази материя е основна и най-важна в множество дисциплини в областта на машиностроенето, приборостроенето, електроенергетиката, корабните механизми и други.

#### Ръководители на катедрата
- проф. Марко Тодоров (1962 – 1965)
- ст. преп. Ганчо Узунов (1965 – 1968)
- проф. Емил Станчев (1968 – 1974)
- доц. Петър Драгулев (1974 – 1994)
- проф. Върбан Милков (1994 – 1999)
- проф. Замфир Александров (1999 – 2007)
- проф. Върбан Милков (2007 –)

### Катедра „Физическо възпитание и спорт“
Създадена е през 1963. В периода 1989 – 1991, катедрата е с най-голям брой преподаватели в Технически университет Варна с 21 щатни преподаватели.

#### Ръководители на катедрата
- ас. д-р Красимир Димитров Йорданов

## Научни приноси
- Научноизследователска дейност в областта на топлоенергетичното оборудване от стационарната и транспортна енергетика
- Научноизследователска дейност в областта на пропулсивните системи
- Научноизследователска дейност в областта на флуидната механика: аеротермодинамика, турбулентност, многофазни течения и др.
- Научноизследователска дейност в областта на оползотворяване на отпадната топлина и ВЕИ
- Динамика на корабните машини, Николай Димитров Минчев, Под научното ръководство на Емил Стоянов Станчев, София, Воениздат, 1983
- Емил Стоянов Станчев „Динамика на машинен агрегат с отчитане еластичността на връзката между силовата и работната машина“
- EFFECTS OF FIBRIN ON THE KINETIC PARAMETERS OF NEUTROPHIL LEUCOCYTE ELESTASE, PLASMIN AND MINIPLASMIN INACTIVATION BY PLASMA PROTEASE INHIBITORS Trends in Homeostasis, pp. 67¸74, Akademiai Kiado, Budapest, Hungary, 1995
- Тенекеджиев, К. ТЕХНИЧЕСКА ДИАГНОСТИКА НА СЛОЖНИ ЕНЕРГЕТИЧНИ ОБЕКТИ ЧРЕЗ СТАТИСТИЧЕСКО РАЗПОЗНАВАНЕ НА ОБРАЗИ България, 1994